# الرابطة الإسلامية الباكستانية
رابطة مسلمي باكستان (بالأردوية: پاکستان مسلم لیگ)‏، هو اسم حمله العديد من الأحزاب السياسية الباكستانية المختلفة التي هيمنت على المنصة السياسية المحافظة منذ الستينيات. تأسست أول رابطة إسلامية «باكستانية» على يد الرئيس أيوب خان عام 1962 خلفا للرابطة الإسلامية الأصلية. وبعد فترة وجيزة من تأسيسه انقسم الحزب إلى فصيلين: مؤتمر الرابطة الإسلامية الذي دعم الرئيس والدستور الجديد، ومجلس الرابطة الإسلامية، الذي عارض الدستور الجديد، وندد بأنه غير ديمقراطي. وبعد استقالة الرئيس أيوب حاول نور الأمين إعادة توحيد فصائل الرابطة الإسلامية الباكستانية، وقد دعم البعض جهوده، بينما عارضها آخرون. وفي عام 1973 نجحت جهود الأمين وأسس الرابطة الإسلامية الباكستانية (ف).
حلت الرابطة الإسلامية الباكستانية بشكل رسمي بعد قانون الأحكام العرفية لعام 1977، ثم أُعيدت في عام 1985 عندما نظم محمد ضياء الحق مؤيديه في حزب رسمي بقيادة محمد خان جونيجو. وفي عام 1988 أقال ضياء الحق جونجو وانقسم الحزب بين الرابطة الإسلامية الباكستانية (ن) والرابطة الإسلامية الباكستانية (ج). وفي عام 1988 بعد وفاة ضياء الحق أصبحت الرابطة الإسلامية الباكستانية تحت قيادة نواز شريف وانضمت إلى التحالف الجمهوري الإسلامي. وفي عام 1993 بعد حل التحالف، وبعد انقلاب عام 1999 دخلت الرابطة الإسلامية الباكستانية منحدرًا مؤقتًا وأُسست ثلاثة فصائل جديدة من الرابطة الإسلامية الباكستانية: الرابطة الإسلامية الباكستانية (ض) وهي مناهضة لبرويز مشرف، ورابطة عوامي الإسلامية الموالية لمشرف، الجماعة الإسلامية الباكستانية (ق) الليبرالية الموالية لمشرف.
في عام 2004 ، تم توحيد حزب الرابطة الإسلامية الباكستانية (ق) وحزب الرابطة الإسلامية الباكستانية (ف) لفترة وجيزة باسم الرابطة الإسلامية الباكستانية، ولكنه سرعان ما فشل.